# Châteauneuf-du-Pape
Pour les articles homonymes, voir Châteauneuf.
Pour le vin, voir Châteauneuf-du-pape (AOC).
Châteauneuf-du-Pape est une commune française située dans le département de Vaucluse, en région Provence-Alpes-Côte d'Azur.
Ses habitants sont les Castels-Papals ou les Châteaunevois et Châteaunevoises. Châteauneuf-du-Pape est réputé dans le monde entier pour ses vins issus de treize cépages.

## Géographie

### Localisation
La commune de Châteauneuf-du-Pape est située dans la vallée du Rhône, au nord-ouest du département de Vaucluse.
Chateauneuf-du-Pape se situe entre Orange (10 km au nord) et Avignon (17 km au sud).

### Communes limitrophes
Les communes limitrophes sont  Bédarrides, Courthézon, Orange, Roquemaure et Sorgues.
|                  | Orange              |            |
| Roquemaure (Gard | Châteauneuf-du-Pape | Courthézon |
|                  | Sorgues             | Bédarrides |

### Accès
La gare de Sorgues - Châteauneuf-du-Pape est sur la ligne de Paris-Lyon à Marseille-Saint-Charles à moins de 5 km de la ville. Elle est à présent desservie par des TER sur la ligne d'Orange à Avignon. La desserte peut également être assurée par la gare de Bédarrides, à 5 km également de Châteauneuf-du-Pape.

### Relief
La commune est relativement plate sur la partie sud de son territoire avec de légères élévations sur la partie nord. Le village est d'ailleurs construit sur et autour de l'une de ces élévations.

### Géologie

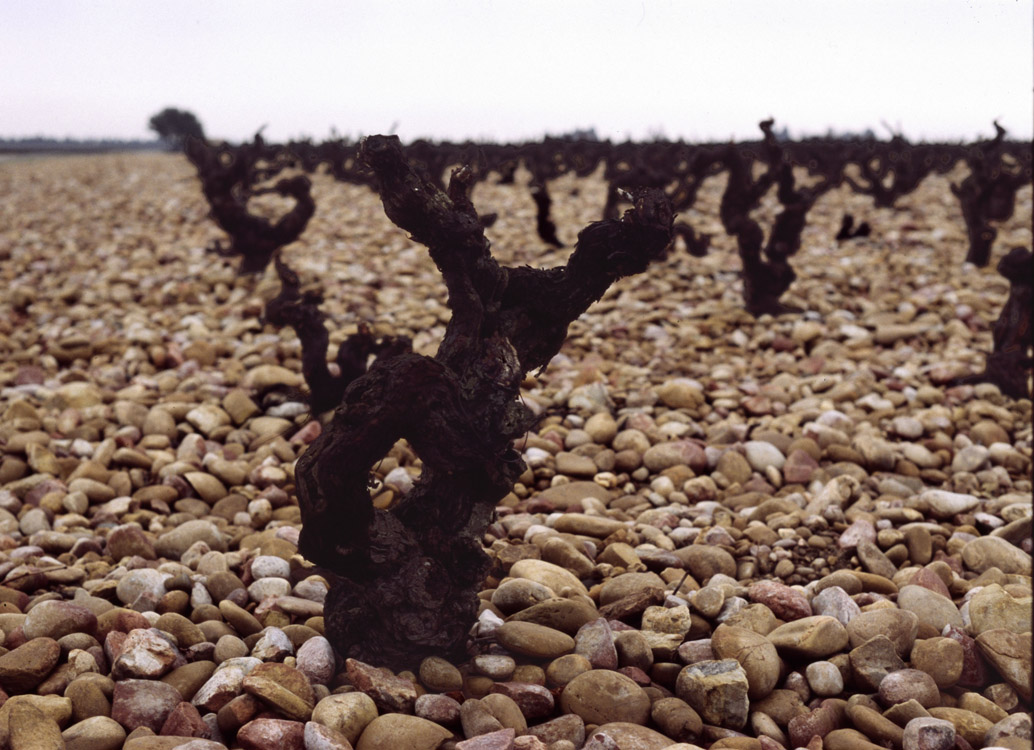
Un vieux cep de grenache (taille en gobelet) au milieu des galets roulés - les caïau frejaü - typique du terroir castelpapal.

La majeure partie du terroir de Châteauneuf-du-Pape, principalement sur les hautes terrasses des Atouts, est constituée de terrasses alluvionnaires où des galets de quartzite, roulés par le Rhône, se sont englués dans une matrice rouge d'argile décomposée. Les gros galets qui recouvrent le sol restituent aux raisins durant la nuit la chaleur qu'ils ont emmagasinée le jour.
Avec des composantes argileuses et argilo-calcaires sur certains terroirs, il est composé de trois types de sols :
- galets roulés,
- terres graveleuses,
- sols sablonneux.

Dans la pratique, il n'y a pas de terroir meilleur qu'un autre dans la mesure où chaque sol donne de très belles réussites viticoles. La qualité du terroir de Châteauneuf-du-Pape viendrait davantage du sous-sol que du sol : celui-ci est essentiellement composé de molasse burdigalienne.

### Hydrographie et les eaux souterraines

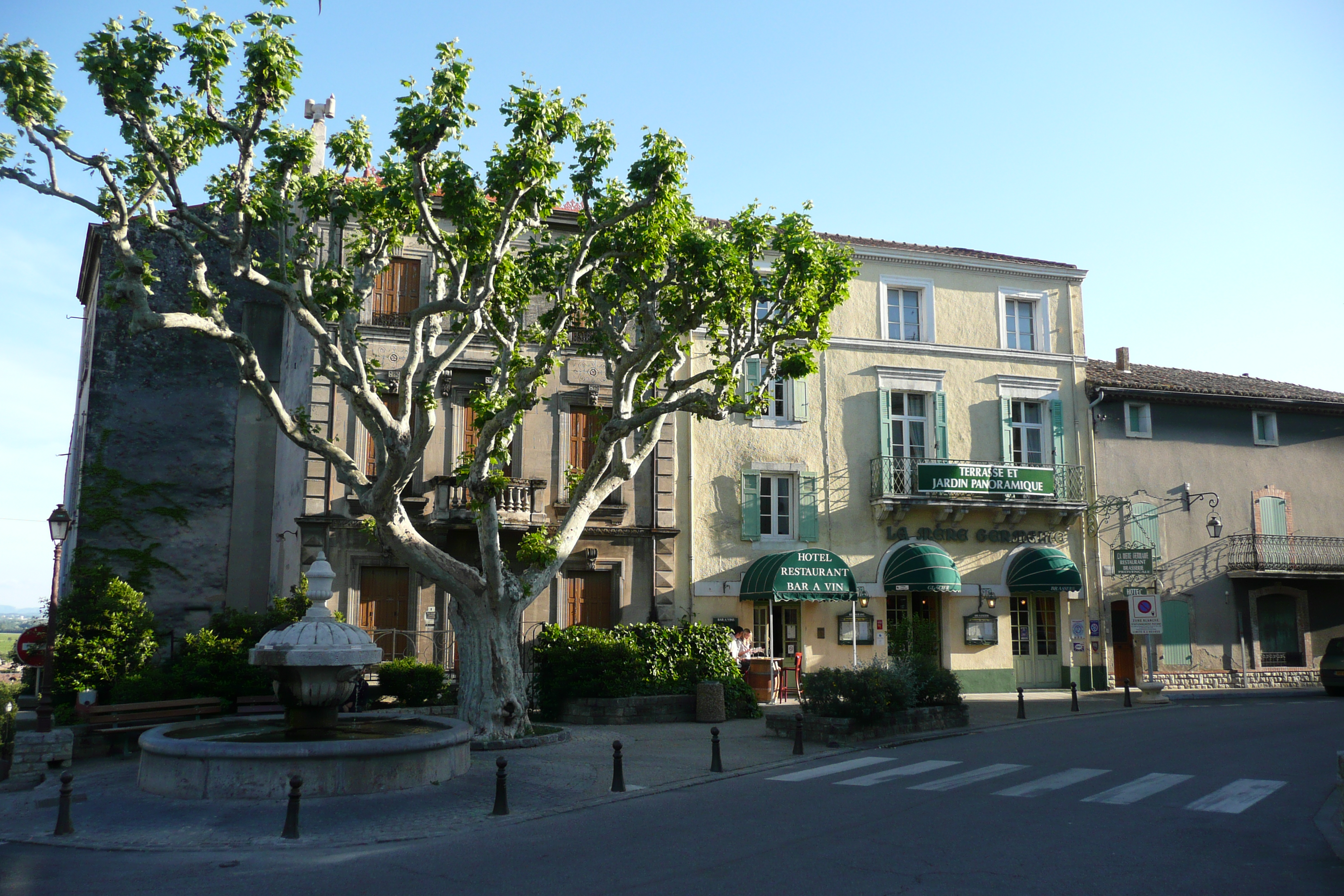
Place avec fontaine.

Cours d'eau dans la commune ou à son aval :
- La commune est bordée par le Rhône à l'ouest,
- Bras des Armenier[3]
- On trouve plusieurs fontaines dans la commune.

Station d'épuration de 7000 Equivalent Habitants.

### Climat
Pour des articles plus généraux, voir Climat de Provence-Alpes-Côte d'Azur et Climat de Vaucluse.
En 2010, le climat de la commune est de type climat méditerranéen franc, selon une étude du Centre national de la recherche scientifique s'appuyant sur une série de données couvrant la période 1971-2000. En 2020, Météo-France publie une typologie des climats de la France métropolitaine dans laquelle la commune est exposée à un climat méditerranéen et est dans la région climatique Provence, Languedoc-Roussillon, caractérisée par une pluviométrie faible en été, un très bon ensoleillement (2 600 h/an), un été chaud (21,5 °C), un air très sec en été, sec en toutes saisons, des vents forts (fréquence de 40 à 50 % de vents > 5 m/s) et peu de brouillards.
Pour la période 1971-2000, la température annuelle moyenne est de 13,9 °C, avec une amplitude thermique annuelle de 17,9 °C. Le cumul annuel moyen de précipitations est de 713 mm, avec 5,4 jours de précipitations en janvier et 2,9 jours en juillet. Pour la période 1991-2020, la température moyenne annuelle observée sur la station météorologique de Météo-France la plus proche, « Pujaut », dans la commune de Pujaut à 7 km à vol d'oiseau, est de 14,6 °C et le cumul annuel moyen de précipitations est de 672,8 mm. 
La température maximale relevée sur cette station est de 41,6 °C, atteinte le 22 août 2023 ; la température minimale est de −10,3 °C, atteinte le 2 janvier 2002,,.
Les paramètres climatiques de la commune ont été estimés pour le milieu du siècle (2041-2070) selon différents scénarios d'émission de gaz à effet de serre à partir des nouvelles projections climatiques de référence DRIAS-2020. Ils sont consultables sur un site dédié publié par Météo-France en novembre 2022.

## Urbanisme

### Typologie
Au 1er janvier 2024, Châteauneuf-du-Pape est catégorisée bourg rural, selon la nouvelle grille communale de densité à sept niveaux définie par l'Insee en 2022.
Elle est située hors unité urbaine. Par ailleurs la commune fait partie de l'aire d'attraction d'Avignon, dont elle est une commune de la couronne,. Cette aire, qui regroupe 48 communes, est catégorisée dans les aires de 200 000 à moins de 700 000 habitants,.

### Occupation des sols

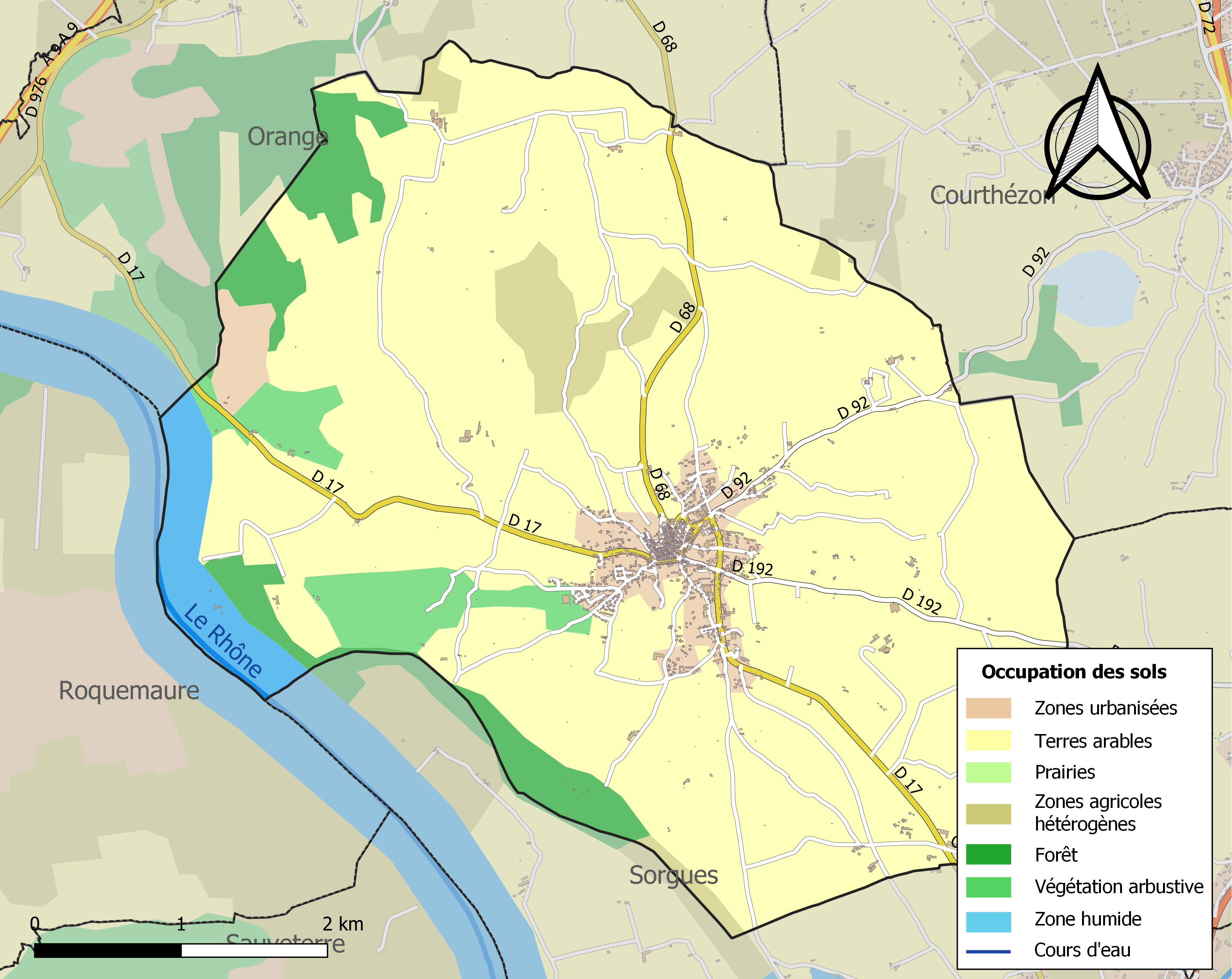
Carte des infrastructures et de l'occupation des sols de la commune en 2018 (CLC).

Le tableau ci-dessous présente l'occupation des sols de la commune en 2018, telle qu'elle ressort de la base de données européenne d’occupation biophysique des sols Corine Land Cover (CLC).
| Type d’occupation                                                                   | Pourcentage | Superficie (en hectares) |
| ----------------------------------------------------------------------------------- | ----------- | ------------------------ |
| Tissu urbain discontinu                                                             | 4,0 %       | 100                      |
| Extraction de matériaux                                                             | 1,0 %       | 24                       |
| Vignobles                                                                           | 79,9 %      | 1979                     |
| Surfaces essentiellement agricoles interrompues par des espaces naturels importants | 3,5 %       | 86                       |
| Forêts de feuillus                                                                  | 5,0 %       | 123                      |
| Végétation sclérophylle                                                             | 1,3 %       | 33                       |
| Forêt et végétation arbustive en mutation                                           | 2,6 %       | 64                       |
| Cours et voies d'eau                                                                | 2,7 %       | 68                       |
| Source : Corine Land Cover                                                          |             |                          |

## Toponymie
Le nom de la localité apparaît pour la première fois dans un acte de donation datant de 1094 dans lequel le village est mentionné sous la forme latinisée Castro Novo. Châteauneuf-du-Pape est devenu le nom officiel de la commune à partir de 1893 pour tenir compte de l'engouement autour des vins du village et en remplacement de l'ancien nom de Châteauneuf-Calcernier qui faisait reference aux fours à chaux présents dans la commune, lui-même francisation de son nom d'origine provençale.
Le nom de la commune en occitan provençal est Castèunòu de Papa (norme classique) ou Castèu-nòu de Papo (norme mistralienne).

## Histoire

### Antiquité

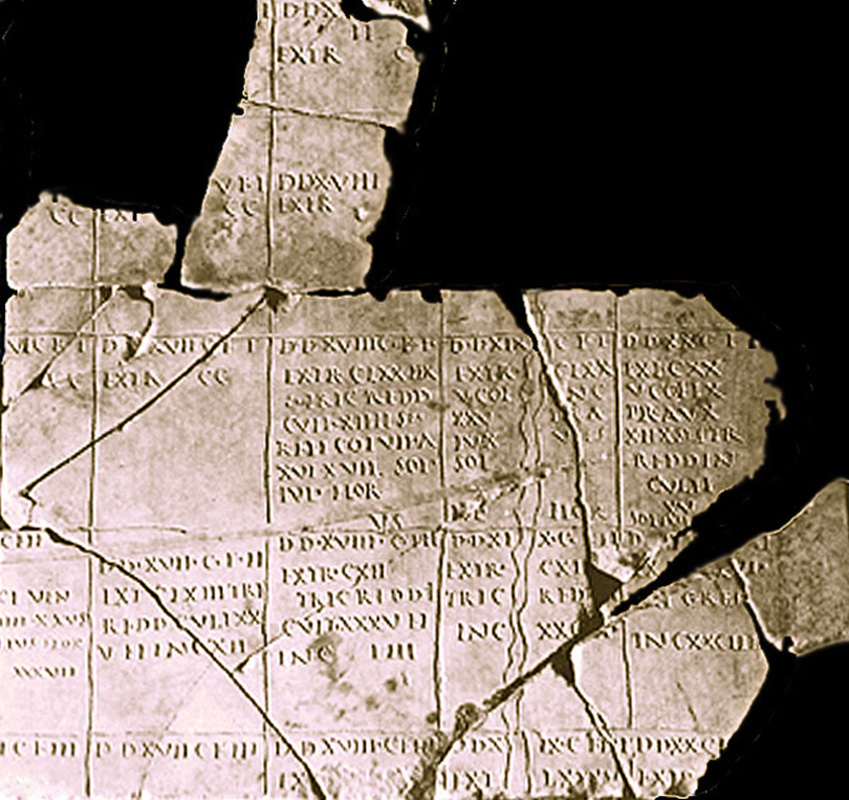
Cadastre d'Orange.

En 77, sur ordre de Vespasien, le cadastre des territoires autour d’Orange sont restaurés. Ces cadastres romains sont les mieux conservés au monde. Trois exemplaires de cadastres ruraux, gravés dans le marbre, ont été découverts en 1949 en de très nombreux fragments. Ils avaient été affichés dans la cité afin que les particuliers restituent les terres publiques qu’ils s’étaient appropriés. Des lignes parallèles, séparées de 708 mètres, se recoupent pour former des centuries de 50 hectares. Le cadastre A concerne le territoire dont Châteaurenard marque le milieu, le cadastre B, le plus complet, couvre la partie septentrionale d’Orange et remonte jusqu'à Montélimar, il s’étend à l’est jusqu'au site des Dentelles de Montmirail ; le croisement de ces deux axes fait de Bollène le centre du relevé, le cadastre C concerne Orange et le secteur sud de la cité. Le but était de recenser les lots non distribués, propriétés de l’État romain et qui semblaient avoir été occupés indûment. Des lots fonciers avaient été attribués en priorité aux vétérans, d'autres, plus médiocres, donnés en location, d'autres encore restèrent propriété de la collectivité. Ainsi avait été facilitée la colonisation et la mise en valeur du sol, au détriment des autochtones.

### Moyen Âge

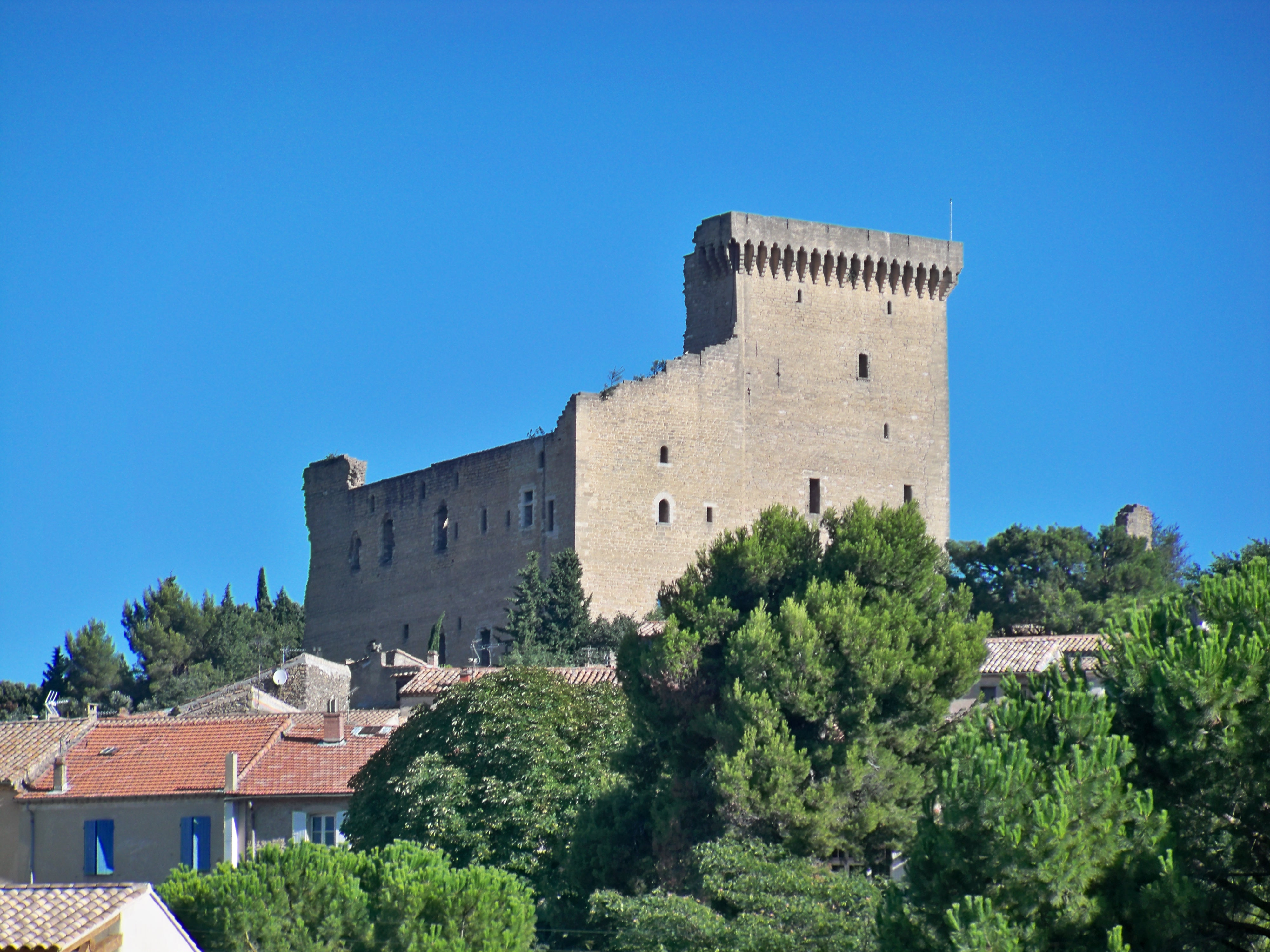
Le vieux château des papes.

Après la papauté itinérante de Clément V, Avignon devient résidence des papes à partir du règne de Jean XXII. C'est grâce à lui que le vignoble de Châteauneuf-du-Pape a pu se développer.
Il a amené avec lui à Avignon des banquiers et des vignerons de Cahors dans le but de renforcer les richesses de la papauté « décentralisée ». Les vignerons de Cahors récupérèrent à Châteauneuf d’anciennes parcelles laissées par les templiers chassés par Philippe le Bel et mettront en place les grands fondements qui permettront le développement du vignoble de Châteauneuf-du-Pape. Jean XXII, fit encore davantage pour la ville : il fit construire une forteresse, résidence secondaire des papes d’Avignon. Les premières années le vignoble de Châteauneuf ne fournit que quatre puis six tonneaux par an de vin papalin. Dès 1325 la production atteignit douze tonneaux. Trois ans plus tard Jean XXII pouvait partager sa récolte avec son neveu Jacques de Via, le cardinal-évêque d’Avignon. Les spécialistes ont calculé que le vignoble pontifical devait alors couvrir huit hectares.
Ce fut sous le pontificat de Clément VI, en 1344, que le premier terroir connu de Châteauneuf-du-Pape fut répertorié. Il était dit Vieille Vigne (de nos jours Bois de la Vieille). Innocent VI apprécia fort le Châteauneuf autant blanc que rouge comme en témoignent les comptes de la Révérende Chambre Apostolique, au cours de son pontificat. Urbain V donna une nouvelle impulsion au vignoble de Châteauneuf en ordonnant qu’y fut planté du raisin muscat.
Clément VII avait une particulière affection pour ce cru au point qu’en 1390, il condamna un vigneron châteauneuvois qui n’était pas en état de lui fournir vingt-deux saumées de vin muscat à lui procurer, aux prochaines vendanges, le double en vin clairet. Durant tout son pontificat, il fut en butte à Raymond de Turenne, neveu de Grégoire XI et fils de Guillaume III Roger de Beaufort. Il le menaça même d’un siège dans sa résidence de Châteauneuf.

### Époque moderne

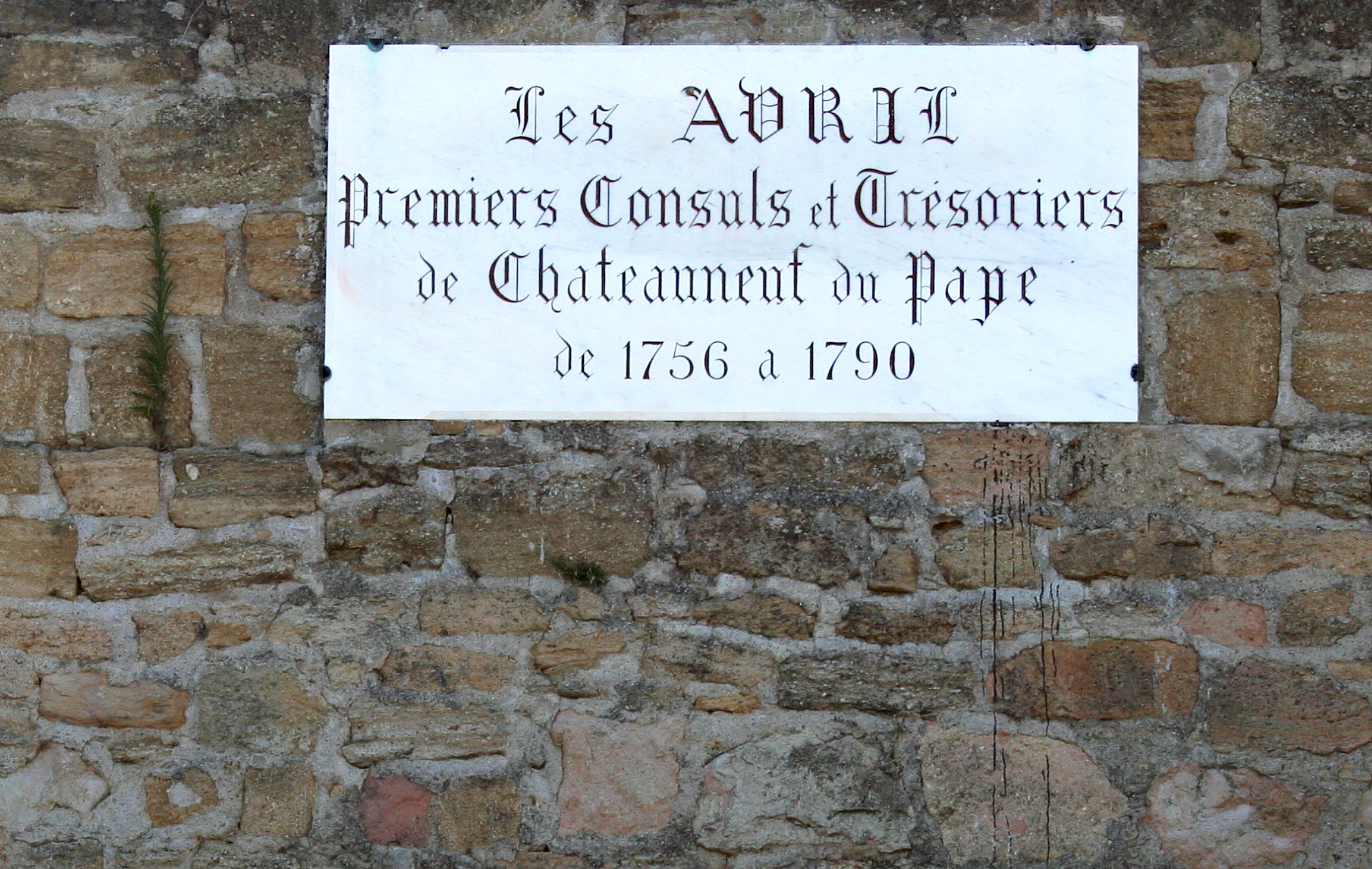
Les Avril, premiers consuls de Châteauneuf-du-Pape, au XVIIIe siècle.

Le vignoble fut au XVIIIe siècle dynamisé essentiellement par l’aristocratie locale et par la bourgeoisie marchande. En 1748, le vin du château la Nerthe était exporté via les ports de Marseille et de Hambourg à un négociant de Brême. De 1772 à 1789, le marché s'élargit encore. L'abbé de Bayonne, auditeur de la Rote à Rome, passa commande, de même qu'un seigneur de la Cour du roi de Saxe et le duc de Crillon, qui se trouvait en Espagne, demanda qu'on lui envoya une barrique à Valence. En France, il fut expédié au maréchal de Tonnerre, au duc d'Uzès, au duc de Chevreuse, au chevalier de Sade, au commandeur de Suffen, au cardinal de Luynes et au ministre Bertin. La renommée du vignoble devint croissante jusqu’à être servi à la cour de Louis XVI.
En 1785 eut lieu une révolution avec la mise en bouteilles. Des négociants de Marseille reçurent deux paniers de quarante bouteilles à la suite d'une commande d'un de leur confrère de Gênes. Ce qui n'empêcha point le négoce traditionnel de se pérenniser puisque la même année, un transitaire du port de Sette réceptionna deux tonneaux à affréter pour Londres.
Dès l'année suivante, l'exportation dépassa les frontières de l'Europe. Ce fut, en effet, en 1786, que, de Paris, le comte de Capelle, écrivit aux propriétaires, qu'il avait rencontré un négociant de Philadelphie « qui lui avait promis de faire son possible pour mettre le vin de La Nerte à la mode en Amérique ». Ce fut chose faite puisque la même année un fût put être expédié à Boston.

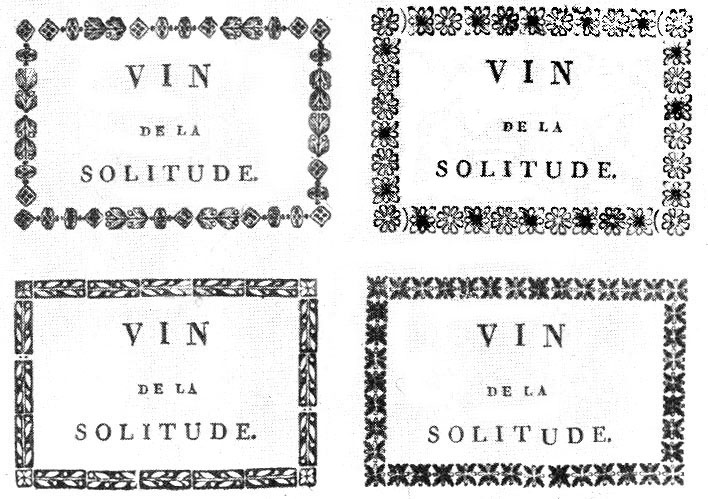
Étiquettes du domaine de La Solitude.

Paul Martin, propriétaire à Châteauneuf, tient aussi un commerce de vins à Avignon. Juste avant la Révolution, il fait imprimer un avis pour sa clientèle : « Le sieur Paul Martin, marchand demeurant à Avignon, place Pie, Maison Amic, vend du vin vieux de sa campagne de Châteauneuf-Calcernier et dont le tènement n'est séparé de celui de La Nerte que par un chemin ; pour la facilité des personnes qui en désirent, il en a en bouteilles bien conditionné, en dame-jeannes et en tonneaux. Le désir de continuer et d'augmenter même la réputation de son vin, déjà connu sous le nom de Vin de la Solitude, est un sûr garant pour les personnes qui en désirent d'en avoir de la première qualité ».

### Époque contemporaine

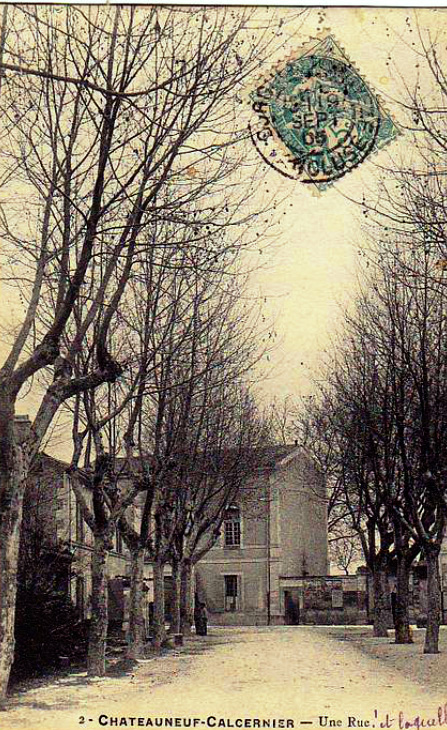
Châteauneuf-Calcernier en 1905.

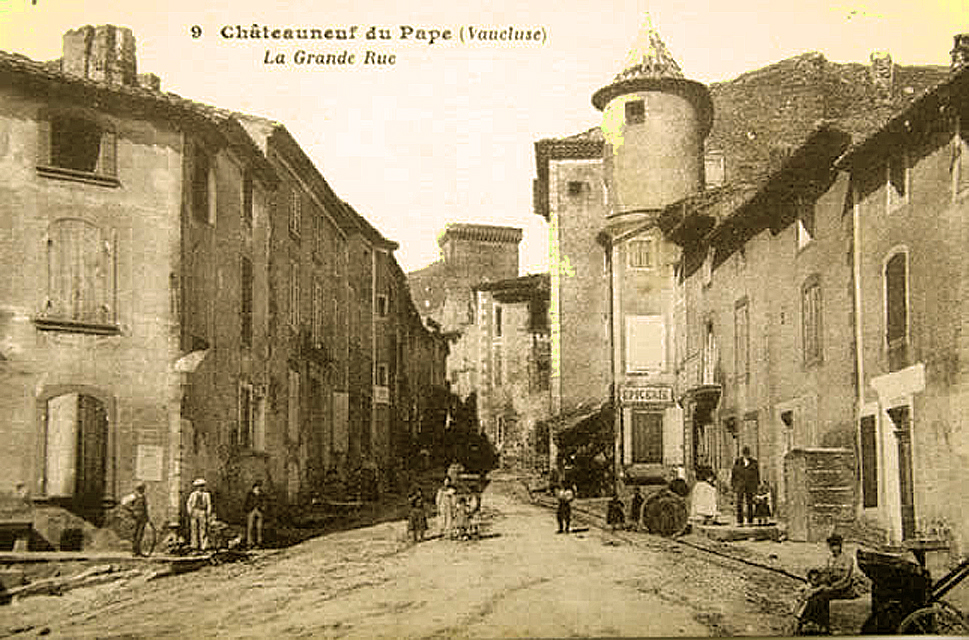
La grande rue de Châteauneuf-du-Pape.

À la fin du XIXe, le commandant Joseph Ducos, propriétaire du Château la Nerthe, mit sa pugnacité et sa fortune au service d'un vignoble dévasté par le phylloxéra. En 1893, il fit replanter et greffer grenache, mourvèdre, counoise, vaccarèse, cinsault, syrah, les premiers des treize cépages. Ce fut sur son initiative que le nom de la commune fut changé de Châteauneuf-Calcernier en Châteauneuf-du-Pape.
Après cette crise, pour garantir la qualité des vins, les vignerons de Châteauneuf-du-Pape créent, en 1894, le premier syndicat viticole qui débouchera en 1923 sur le syndicat des propriétaires viticulteurs de Châteauneuf-du-Pape. Ce dernier est créé en vue d'obtenir la reconnaissance de l'appellation d'origine châteauneuf-du-pape, sur les bases de la loi de 1919. Le baron Pierre Le Roy de Boiseaumarié (1890-1967), propriétaire du Château Fortia, en est le premier président. Il deviendra plus tard le premier président de l'INAO.
Le 18 août 1944, 700 prisonniers du « Train fantôme » traversèrent la ville, escortés par des soldats allemands, pour rejoindre la ville de Sorgues, car la voie du chemin de fer avait été rompue à Roquemaure par des résistants. Cette marche de 17 km, permit à des gens de Châteauneuf-du-Pape de donner des denrées alimentaires aux prisonniers malgré les soldats allemands qui le leur interdisaient et permit l'évasion d'une vingtaine de prisonniers.
Le 25 octobre 1954, le maire de la commune, Lucien Jeune, prend un arrêté de police prohibant « le survol, l'atterrissage et le décollage d'aéronefs, dits “soucoupes volantes” ou “cigares volants” » sur le territoire communal,,,.
Le jeudi 28 octobre 1954, l'Aurore rapporte que Lucien Jeune, maire de Châteauneuf-du-Pape, à la suite de nombreuses observations d'ovnis, a pris un arrêté municipal. Le lendemain, 29 octobre, l'arrêté est rapporté par Le Haut-Marnais républicain et Le Méridional. En 2016, le fils de Lucien Jeune, Élie Jeune, raconte : « Mon père a eu cette idée d'arrêté lors d'un congrès avec d'autres maires de France. À l'époque, on parlait beaucoup d'extra-terrestres et d'ovnis ; c'était à la mode. Des histoires formidables circulaient. Mon père a eu l'idée de s'en servir pour faire de la publicité à Châteauneuf. C'était un coup de pub génial... et gratuit ».
- Art. premier. Le survol, l'atterrissage et le décollage d'aéronefs dits soucoupes volantes ou cigares volants de quelque nationalité que ce soit, sont interdits sur le territoire de la commune.
- Art 2. Tout aéronef, dit soucoupe volante ou cigare volant, qui atterrira sur le territoire de la commune, sera immédiatement mis en fourrière.
- Art 3. Le garde champêtre et le garde particulier sont chargés, chacun en ce qui le concerne, de l'exécution du présent arrêté.

En 2016, le maire de la commune refuse d'abroger cet arrêté toujours en vigueur, car cela fait parler de sa commune. Cependant, la reproduction de l'arrêté manuscrit publiée sur le site web de la mairie présente plusieurs traits (anachronismes, absence de signature) qui peuvent jeter un doute sur son authenticité et par contrecoup sur la réalité de l'arrêté lui-même.
Un autre arrêté en 1970 a défrayé la chronique :
Nous, Lucien Diffonty, maire de Châteauneuf-du-Pape, vu le code d'administration communale, vu la loi du 22 avril 1970 réglementant l'alcoolémie dans le sang des conducteurs de véhicules, attendu qu'il y a lieu de protéger tous visiteurs de nos chais pouvant être victimes d'une dégustation trop riche de nos vins, arrêtons :
- Article premier - Il est créé par la commune des emplacements réservés permettant aux dégustateurs en difficulté de se reposer avant de reprendre leur route en toute sécurité.
- Article 2 - Pendant cette prolongation de séjour, ils seront placés sous la sauvegarde d'une autorité locale qui les entourera des soins les plus attentifs et décidera seule de leur départ après contrôle des conditions exigées par la loi.
- Article 3 - Les infractions aux présentes dispositions seront aux risques et périls des contrevenants.

Fait à Châteauneuf-du-Pape, le 22 avril 1970.

## Politique et administration

### Tendances politiques et résultats
Voici les résultats du 2e tour de la présidentielle à Châteauneuf-du-Pape : Emmanuel Macron (En Marche!) est en tête des suffrages avec 51,08 % des voix. Il devance Marine Le Pen (Front national) qui récolte 48,92 % des voix.
Sur l'ensemble des votants, 7,8 % ont voté blanc et 1,53 % ont voté nul.

### Liste des maires

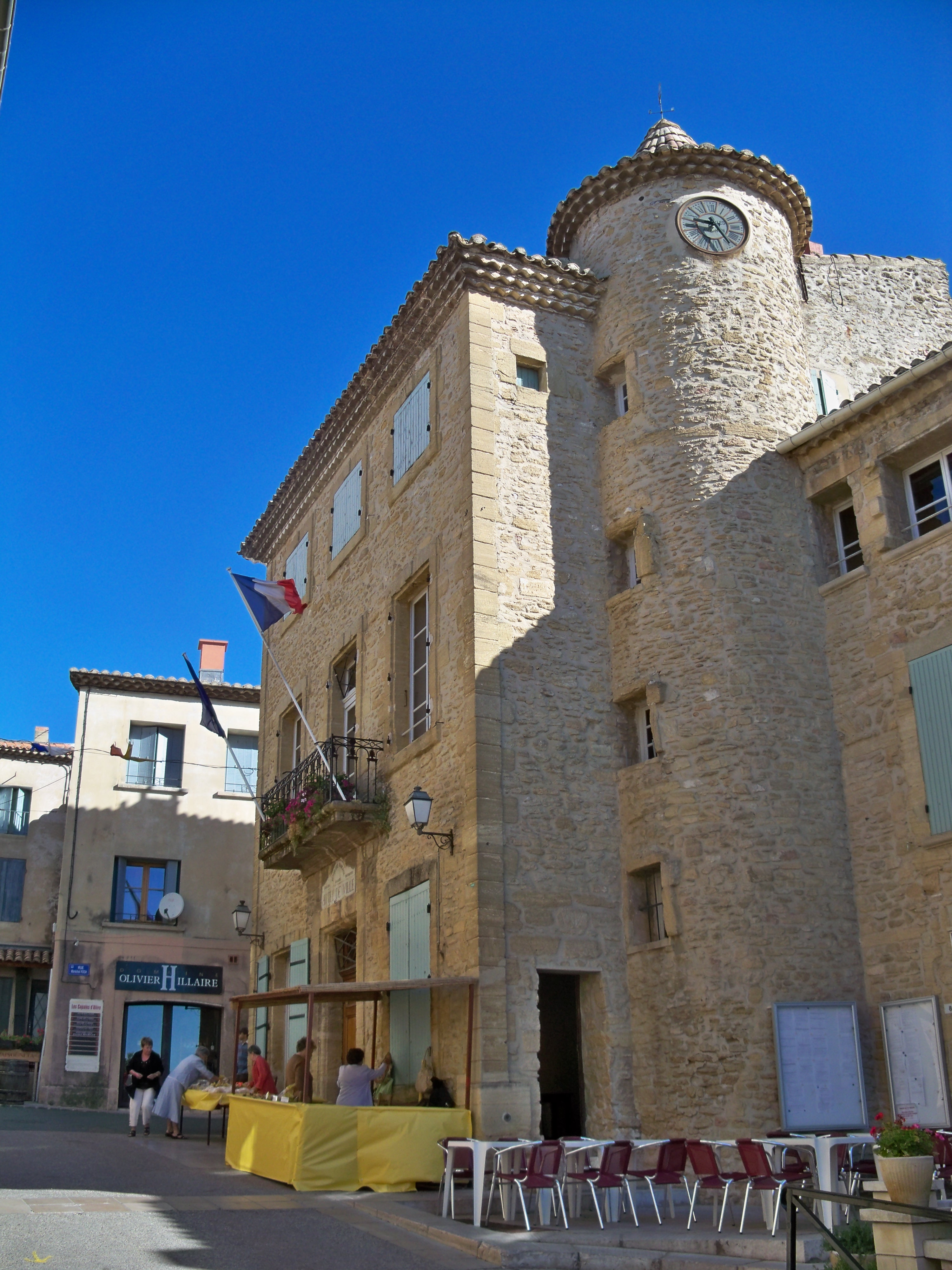
Mairie de Châteauneuf-du-Pape.

| Période                                  | Période                 | Identité            | Étiquette    | Qualité |
| ---------------------------------------- | ----------------------- | ------------------- | ------------ | --- |
| ?                                        | novembre 1941 (révoqué) | Henri Latour        | Rad.         | Propriétaire-viticulteur Conseiller général du canton d'Orange-Ouest (1919 → 1941) Révoqué par le Gouvernement de Vichy |
| Les données manquantes sont à compléter. |                         |                     |              | |
| 1944                                     | mars 1965               | Lucien Jeune        |              | |
| mars 1965                                | juin 1995               | Félicien Diffonty   |              | Vigneron |
| juin 1995                                | mars 2014               | Jean-Pierre Boisson | DVD puis UMP | Vigneron Officier de l'Ordre national du Mérite                                                                         |
| mars 2014                                | En cours                | Claude Avril        | DVD          | Avocat Réélu pour le mandat 2020-2026                                                                                   |
| Les données manquantes sont à compléter. |                         |                     |              | |

### Fiscalité
| Taxe                                                | Part communale | Part intercommunale | Part départementale | Part régionale |
| --------------------------------------------------- | -------------- | ------------------- | ------------------- | -------------- |
| Taxe d'habitation (TH)                              | 13,87 %        | 0,00 %              | 7,55 %              | 0,00 %         |
| Taxe foncière sur les propriétés bâties (TFPB)      | 22,73 %        | 0,00 %              | 10,20 %             | 2,36 %         |
| Taxe foncière sur les propriétés non bâties (TFPNB) | 124,42 %       | 0,00 %              | 28,96 %             | 8,85 %         |
| Taxe professionnelle (TP)                           | 0,00 %         | 21,58 %             | 13,00 %             | 3,84 %         |

La part régionale de la taxe d'habitation n'est pas applicable.
La taxe professionnelle est remplacée en 2010 par la cotisation foncière des entreprises (CFE) portant sur la valeur locative des biens immobiliers et par la contribution sur la valeur ajoutée des entreprises (CVAE) (les deux formant la contribution économique territoriale (CET) qui est un impôt local instauré par la loi de finances pour 2010).

### Finances communales
En 2016, le budget de la commune était constitué ainsi :
- total des produits de fonctionnement : 3 609 000 €, soit 1 618 € par habitant ;
- total des charges de fonctionnement : 3 008 000 €, soit 1 348 € par habitant ;
- total des ressources d’investissement : 494 000 €, soit 222 € par habitant ;
- total des emplois d’investissement : 520 000 €, soit 233 € par habitant.
- endettement : 2 632 000 €, soit 1 180 € par habitant.

Avec les taux de fiscalité suivants :
- taxe d’habitation : 14,44 % ;
- taxe foncière sur les propriétés bâties : 23,67 % ;
- taxe foncière sur les propriétés non bâties : 129,56 % ;
- taxe additionnelle à la taxe foncière sur les propriétés non bâties : 0,00 % ;
- cotisation foncière des entreprises : 0,00 %.

Chiffres clés Revenus et pauvreté des ménages en 2014 : Médiane en 2014 du revenu disponible, par unité de consommation : 20 751 €.

### Jumelages
Châteauneuf-du-Pape est jumelée avec deux autres communes européennes :
- Castel Gandolfo (Italie) depuis septembre 1995 ;
- Auggen (Allemagne) depuis octobre 1976.

## Population et société

### Démographie

#### Évolution démographique
L'évolution du nombre d'habitants est connue à travers les recensements de la population effectués dans la commune depuis 1793. Pour les communes de moins de 10 000 habitants, une enquête de recensement portant sur toute la population est réalisée tous les cinq ans, les populations de référence des années intermédiaires étant quant à elles estimées par interpolation ou extrapolation. Pour la commune, le premier recensement exhaustif entrant dans le cadre du nouveau dispositif a été réalisé en 2008.

En 2022, la commune comptait 2 045 habitants, en évolution de −5,8 % par rapport à 2016 (Vaucluse : +1,73 %, France hors Mayotte : +2,11 %).
| 1793  | 1800  | 1806  | 1821  | 1831  | 1836  | 1841  | 1846  | 1851  |
| ----- | ----- | ----- | ----- | ----- | ----- | ----- | ----- | ----- |
| 1 130 | 1 118 | 1 204 | 1 304 | 1 268 | 1 351 | 1 351 | 1 402 | 1 429 |

| 1856  | 1861  | 1866  | 1872  | 1876  | 1881  | 1886  | 1891  | 1896  |
| ----- | ----- | ----- | ----- | ----- | ----- | ----- | ----- | ----- |
| 1 471 | 1 440 | 1 471 | 1 352 | 1 184 | 1 206 | 1 151 | 1 095 | 1 109 |

| 1901  | 1906  | 1911  | 1921  | 1926  | 1931  | 1936  | 1946  | 1954  |
| ----- | ----- | ----- | ----- | ----- | ----- | ----- | ----- | ----- |
| 1 147 | 1 152 | 1 186 | 1 108 | 1 210 | 1 318 | 1 452 | 1 583 | 1 826 |

| 1962  | 1968  | 1975  | 1982  | 1990  | 1999  | 2006  | 2008  | 2013  |
| ----- | ----- | ----- | ----- | ----- | ----- | ----- | ----- | ----- |
| 1 948 | 2 159 | 2 113 | 2 060 | 2 062 | 2 078 | 2 107 | 2 116 | 2 199 |

| 2018  | 2022  | - | - | - | - | - | - | - |
| ----- | ----- | - | - | - | - | - | - | - |
| 2 062 | 2 045 | - | - | - | - | - | - | - |

#### Pyramide des âges
La population de la commune est plus âgée que celle du département. En 2020, le taux de personnes d'un âge inférieur à 30 ans s'élève à 31,2 %, soit un taux inférieur à la moyenne départementale (33,2 %). Le taux de personnes d'un âge supérieur à 60 ans (30,3 %) est supérieur au taux départemental (28,9 %).
En 2020, la commune comptait 997 hommes pour 1 064 femmes, soit un taux de 51,63 % de femmes, inférieur au taux départemental (52,01 %).
Les pyramides des âges de la commune et du département s'établissent comme suit :
| Hommes | Classe d’âge | Femmes |
| ------ | ------------ | ------ |
| 0,9    | 90 ou +      | 3,6    |
| 7,7    | 75-89 ans    | 13,4   |
| 17,1   | 60-74 ans    | 17,6   |
| 23,1   | 45-59 ans    | 20,2   |
| 17,5   | 30-44 ans    | 16,3   |
| 17,6   | 15-29 ans    | 14,7   |
| 16,2   | 0-14 ans     | 14,2   |

| Hommes | Classe d’âge | Femmes |
| ------ | ------------ | ------ |
| 0,8    | 90 ou +      | 1,9    |
| 8,3    | 75-89 ans    | 10,6   |
| 18,1   | 60-74 ans    | 19,1   |
| 20,3   | 45-59 ans    | 19,9   |
| 17,6   | 30-44 ans    | 17,6   |
| 16,1   | 15-29 ans    | 14,4   |
| 18,9   | 0-14 ans     | 16,4   |

### Manifestations culturelles et festivités
La commune et les regroupements de vignerons organisent diverses animations estivales ou foires dont certaines sont directement liées à la viticulture et à l'AOC châteauneuf-du-pape.
- Fête de la véraison[52] : fête médiévale, autour du vin et de la Papauté d'Avignon.

### Enseignement
La commune possède une école maternelle et une école primaire publique Albert-Camus. Ensuite les élèves sont généralement inscrits au collège Saint-Exupéry, à Bédarrides,, puis au lycée polyvalent régional de l'Arc, à Orange,.

### Environnement
La collecte et le traitement des déchets des ménages et déchets assimilés sont organisés dans le cadre de la communauté de communes du Pays réuni d'Orange.

### Sports et loisirs
Rugby à XV
Le club de la commune connu sous le nom de :
- Châteauneuf Orange Rugby Club (CORC) en association avec le rugby club Orangeois jusqu'en 1989 ;
- Rugby Châteauneuf-du-Pape Sorgues Rhône Ouvèze (RCSRO) en association avec le rugby club de Sorgues jusqu'en juin 2014 ;
- Association sportive Bédarrides Châteauneuf-du-Pape (ASBC) en association avec l'Avenir sportif de Bédarrides depuis septembre 2014.

### Cultes
La commune appartient à l'archidiocèse catholique d'Avignon et à la province ecclésiastique de Marseille (depuis la réforme de 2002). 
Avant 1801, Châteauneuf-du-Pape dépendait de l'évêché d'Orange, lequel a été intégré à l'archidiocèse d'Avignon. 

La paroisse catholique fait partie du diocèse d'Avignon, doyenné d'Orange Bollène.

## Économie

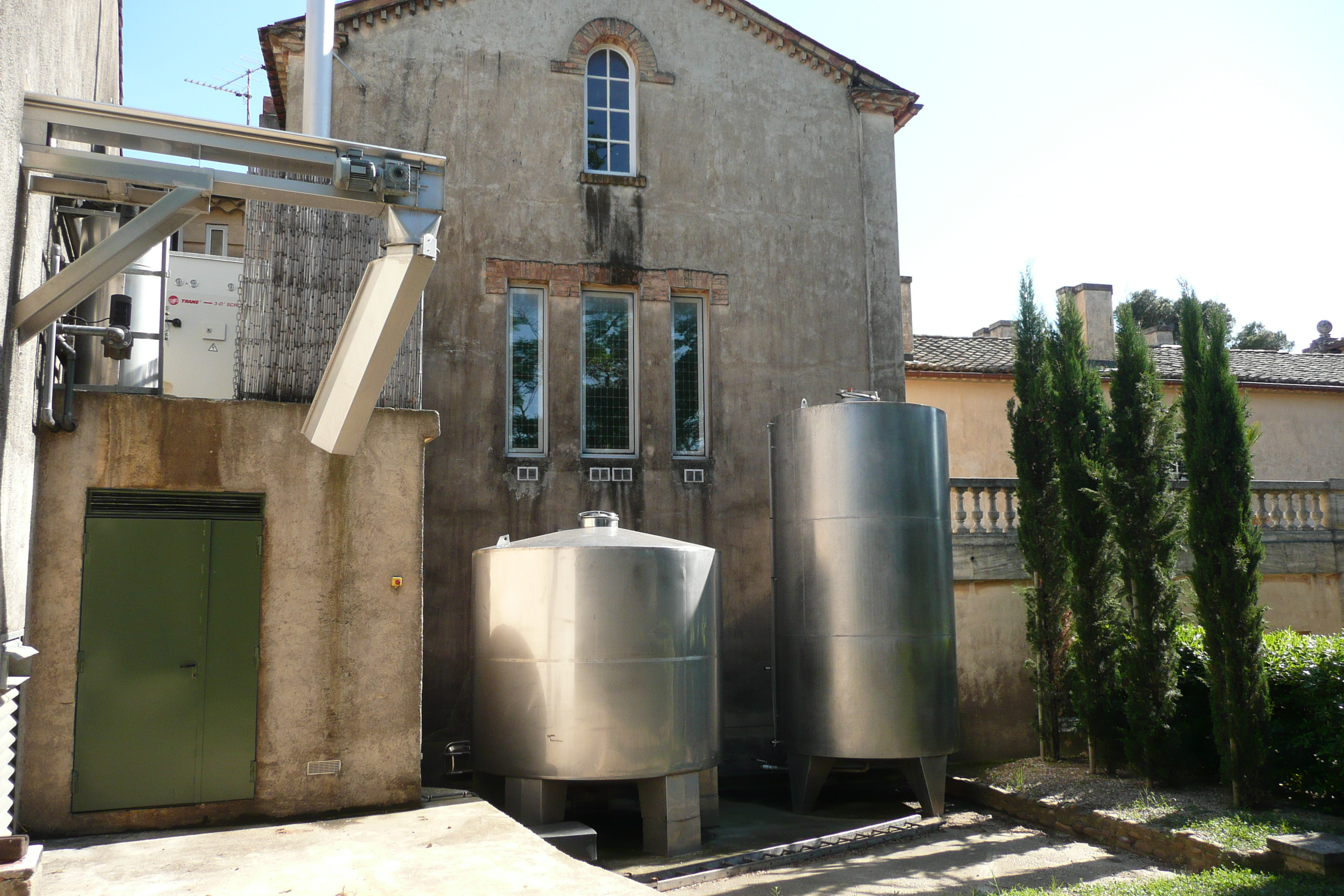
Cave viticole.

De nos jours, le tourisme et la viticulture semblent être les deux principaux moteurs du village, néanmoins la communauté de communes du Pays Réuni d'Orange a dans ces compétences la création, l'aménagement, l'entretien et la gestion de zone d'activités industrielles, commerciales, tertiaires, artisanales ou touristiques et l'action de développement économique (soutien des activités industrielles, commerciales ou de l'emploi, soutien des activités agricoles et forestières...).
À noter aussi la présence d'artisanat.

### Tourisme
Parmi les équipements touristiques de la commune on trouve l'office de tourisme intercommunal  Provence Rhône Ouvèze.
En matière d'hébergement, on peut noter la présence de quatre hôtels, de divers gites et chambres d'hôtes.

### Agriculture

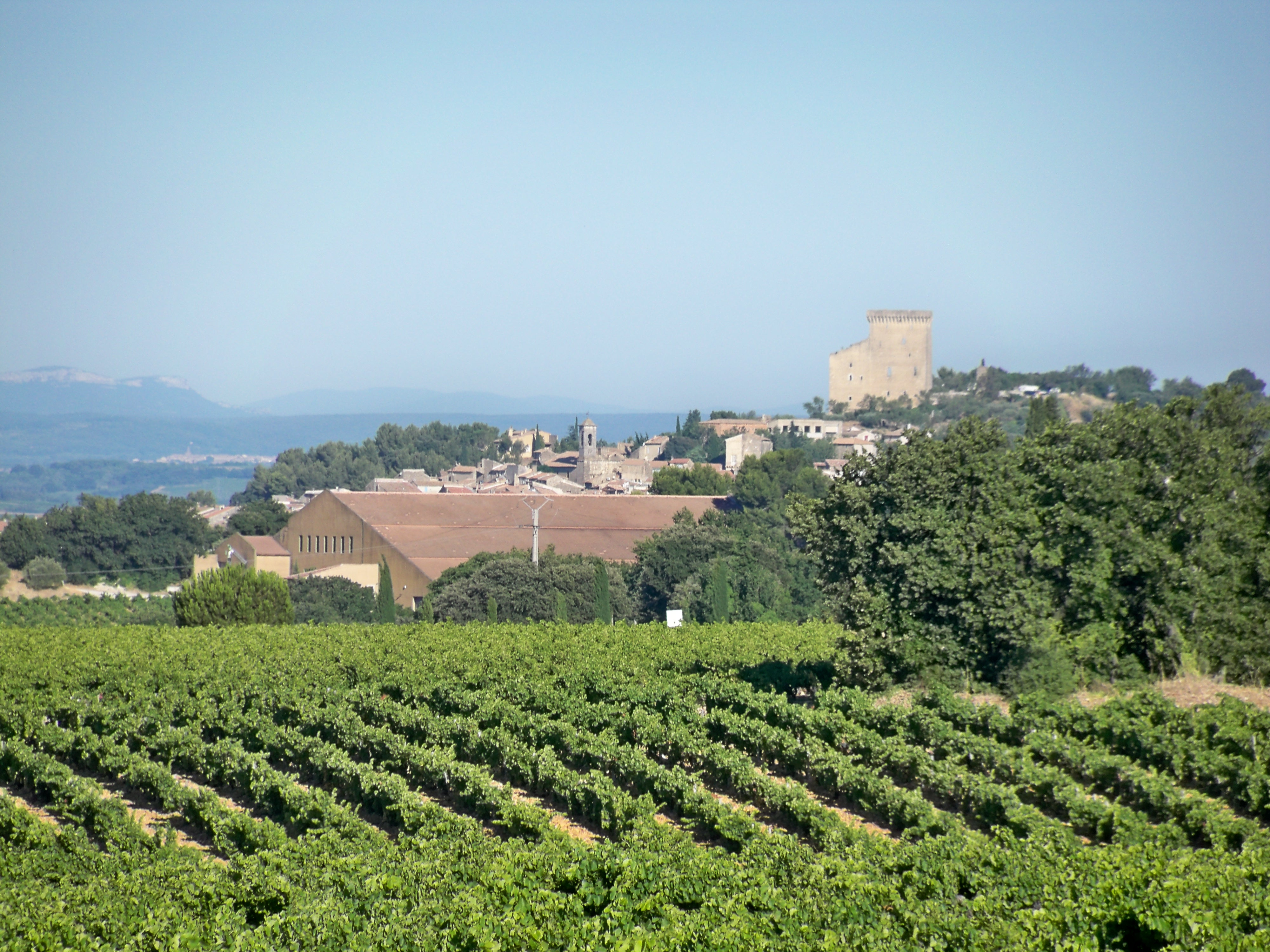
Vignes à Châteauneuf-du-Pape.

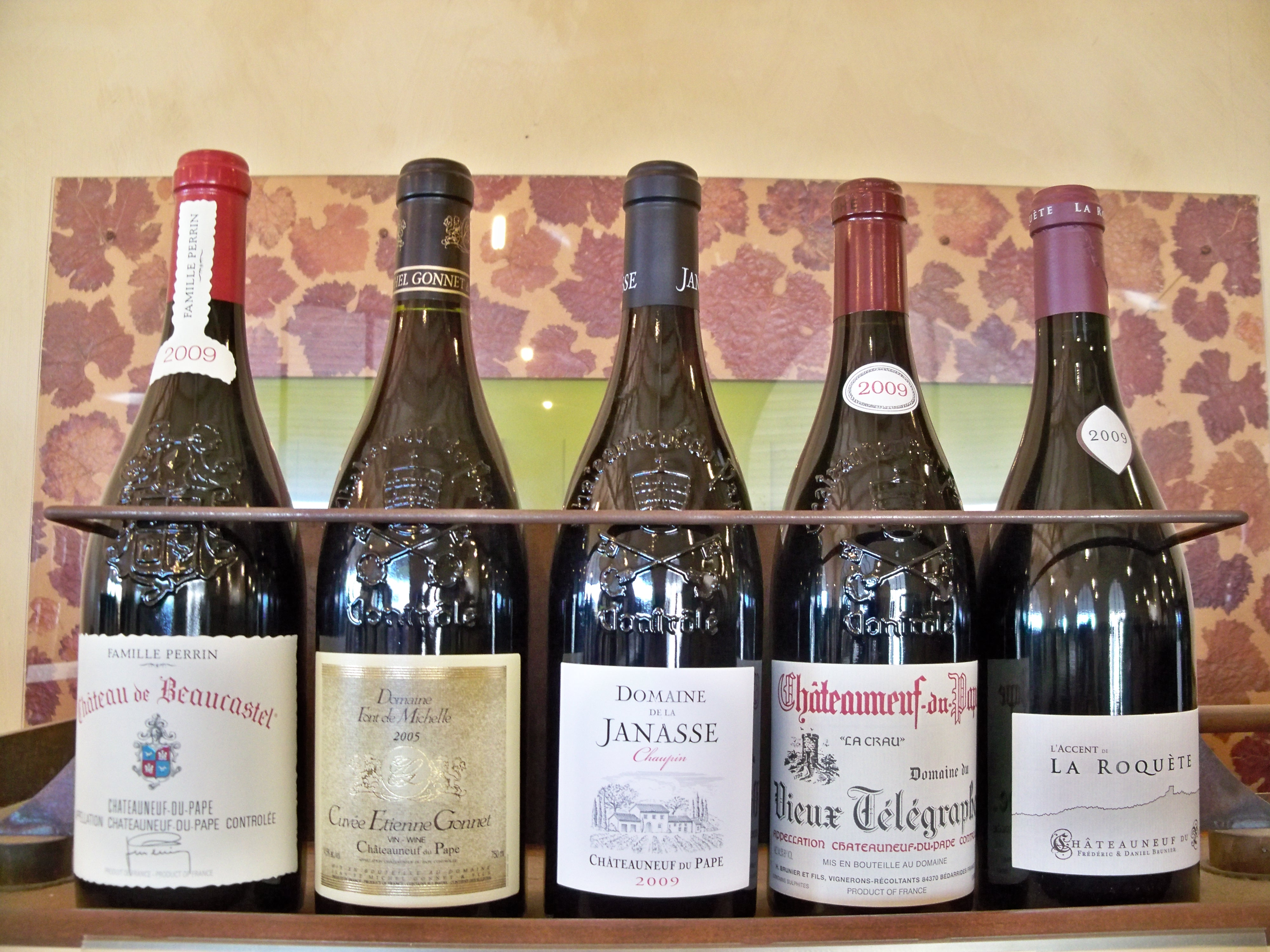
AOC châteauneuf-du-pape au Palais du vin.

La viticulture joue une part très importante, directement ou indirectement, dans l'économie locale.
Ruiné par la crise du phylloxéra, autour de 1880, le vignoble fut renouvelé et, en 1923, le syndicat des viticulteurs édicta une réglementation stricte, garante de la qualité : limites de la région plantée, choix des raisins et des cépages (il y en a treize), vinification... Aujourd'hui, 300 vignerons exploitent 3 300 ha de vignes.
La commune est réputée pour son cru internationalement reconnu : le châteauneuf-du-pape. Cette AOC, la seconde en importance après celle de saint-émilion, s'étend sur presque toute la commune et sur quatre autres communes limitrophes : Orange, Bédarrides, Sorgues et Courthézon.
Les vins qui ne sont pas en appellation d'origine contrôlée peuvent revendiquer, après agrément, le label Vin de pays de la Principauté d'Orange.

## Culture locale et patrimoine

### Lieux et monuments
- Musée des vieux outils vignerons à la cave du « Père Anselme » où sont exposés du matériel viticole (araires, charrues, serpes à tailler, etc.), du matériel de traitement (appareil à sulfater dont un rare « dos de mulet »), l'équipement des vendangeurs (paniers, hottes, fouloirs et égrappoirs) ainsi que du matériel vinicole (entonnoirs, bacholles, pressoir du XVIe siècle et un rarissime foudre du XIVe siècle contemporain de la présence des papes à Avignon).

#### Patrimoine civil

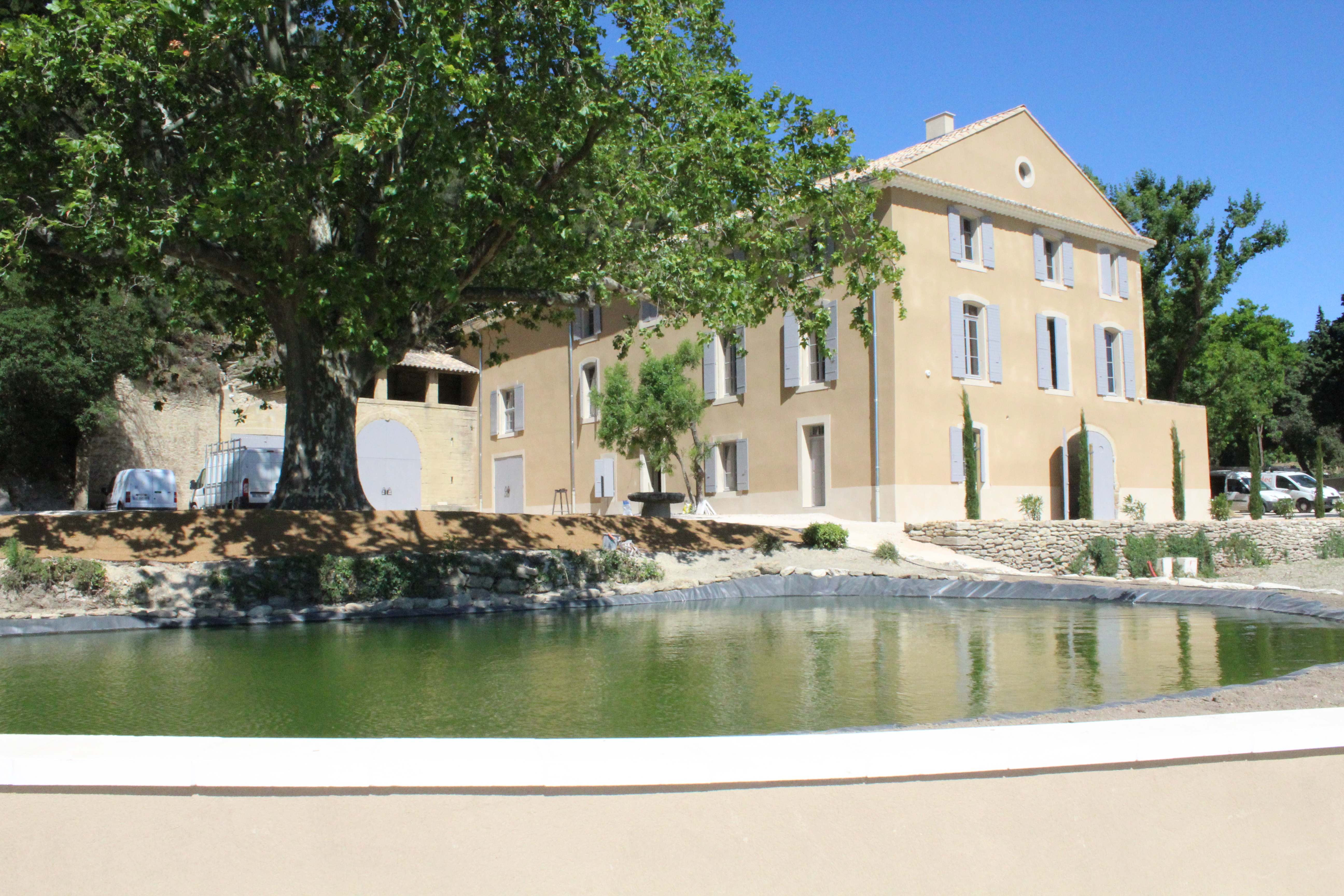
Le Prieuré du Clos de l'Oratoire des Papes, cave de la Maison Ogier.

- Le château de Châteauneuf-du-Pape ou Palais des Papes est une ancienne résidence papale construite au XIVe siècle aujourd'hui à l'état de vestiges. Il reste un donjon carré datant de 1319[60]. Sur une colline, il domine le village et la vallée du Rhône. Son donjon intact jusqu'en 1944, les Allemands contraints de l'évacuer l'ont dynamité.
- La fontaine de Souspiron (XIVe).
- La tour de Lhers (XIIe)[61].
- Le musée des outils de vigneron du Père Anselme.
- Monument aux morts[62],[63].

#### Patrimoine religieux

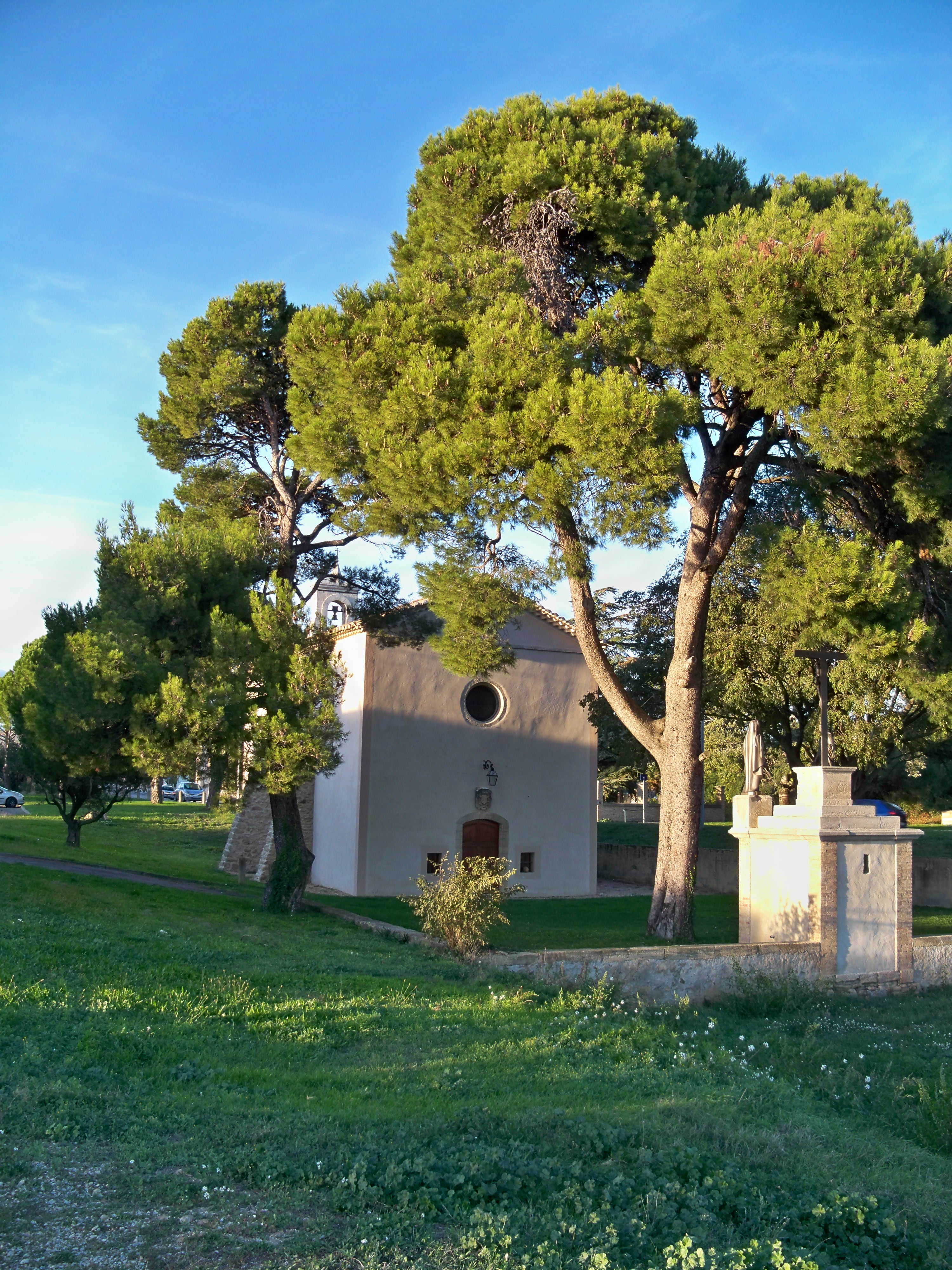
Chapelle Saint-Pierre-du-Luxembourg.

- Église romane Notre-Dame-de-l'Assomption[64].
- Chapelle Saint-Pierre-du-Luxembourg (XVIIIe).
- Chapelle Saint-Théodoric (XVIe), de style roman servant pour des expositions estivales[65].

### Personnalités liées à la commune
- Alexandra Cordes (1935-1986), écrivaine allemande assassinée par son mari dans leur maison de Châteauneuf-du-Pape.
- Commandant Joseph Ducos, propriétaire du Château la Nerthe, ancien maire de Châteauneuf-du-Pape et député de Vaucluse.
- Jean Geoffroy, sénateur de Vaucluse, notaire à Châteauneuf-du-Pape.
- Baron Pierre Le Roy de Boiseaumarié (1890-1967), propriétaire du Château Fortia.
- Anselme Mathieu, cofondateur du Félibrige, écrivain en langue occitane.
- Étienne de Tessières de Boisbertrand, préfet et député de la Vienne, né et décédé à Châteauneuf-du-Pape.

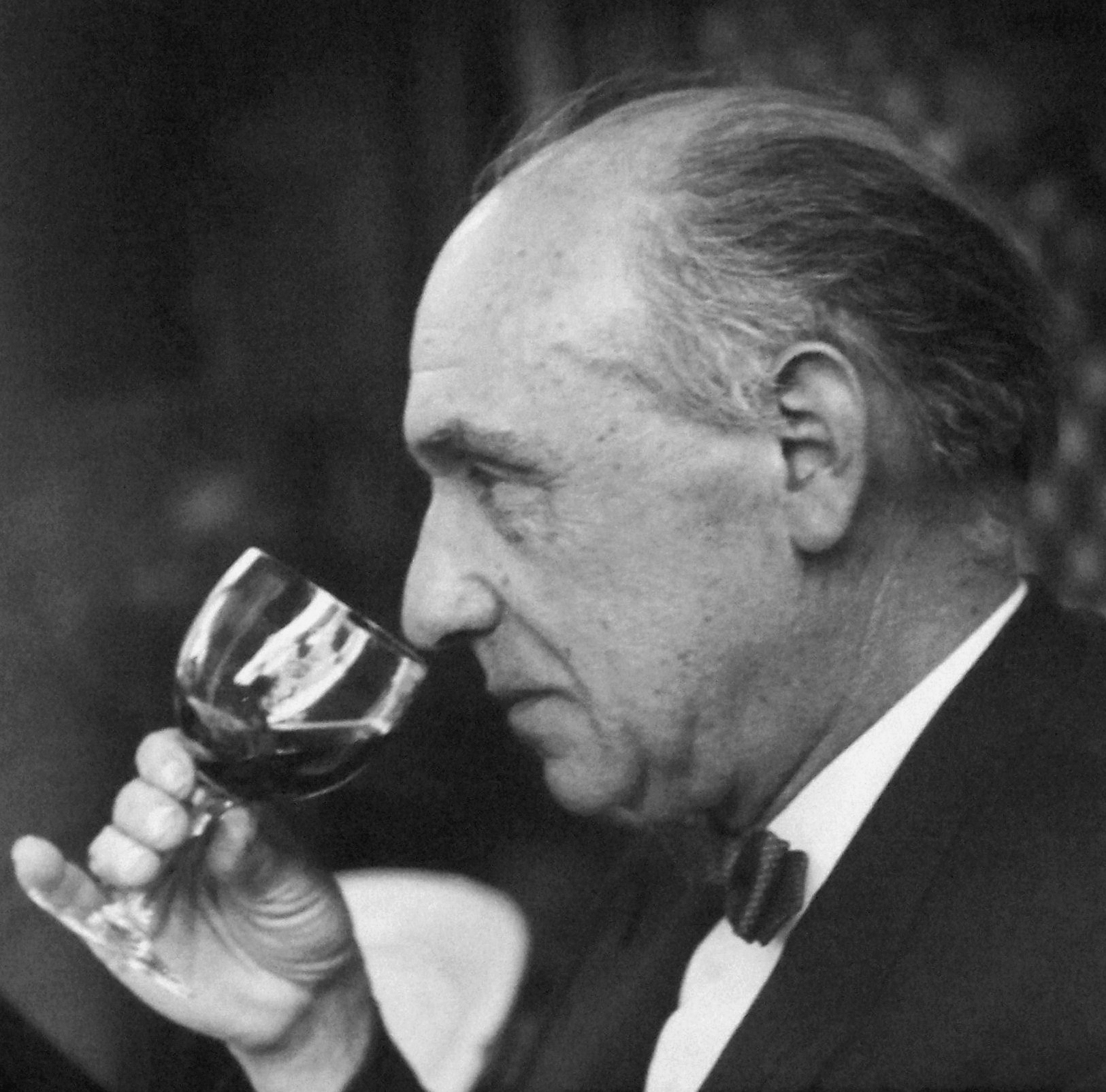
Pierre Le Roy de Boiseaumarié, premier vigneron du monde.
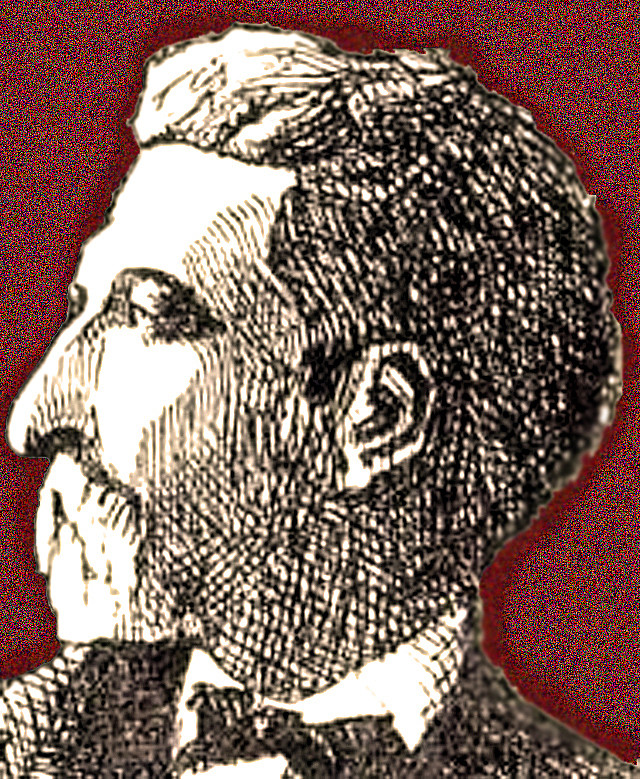
Anselme Mathieu, félibre et vigneron à Châteauneuf-du-Pape.

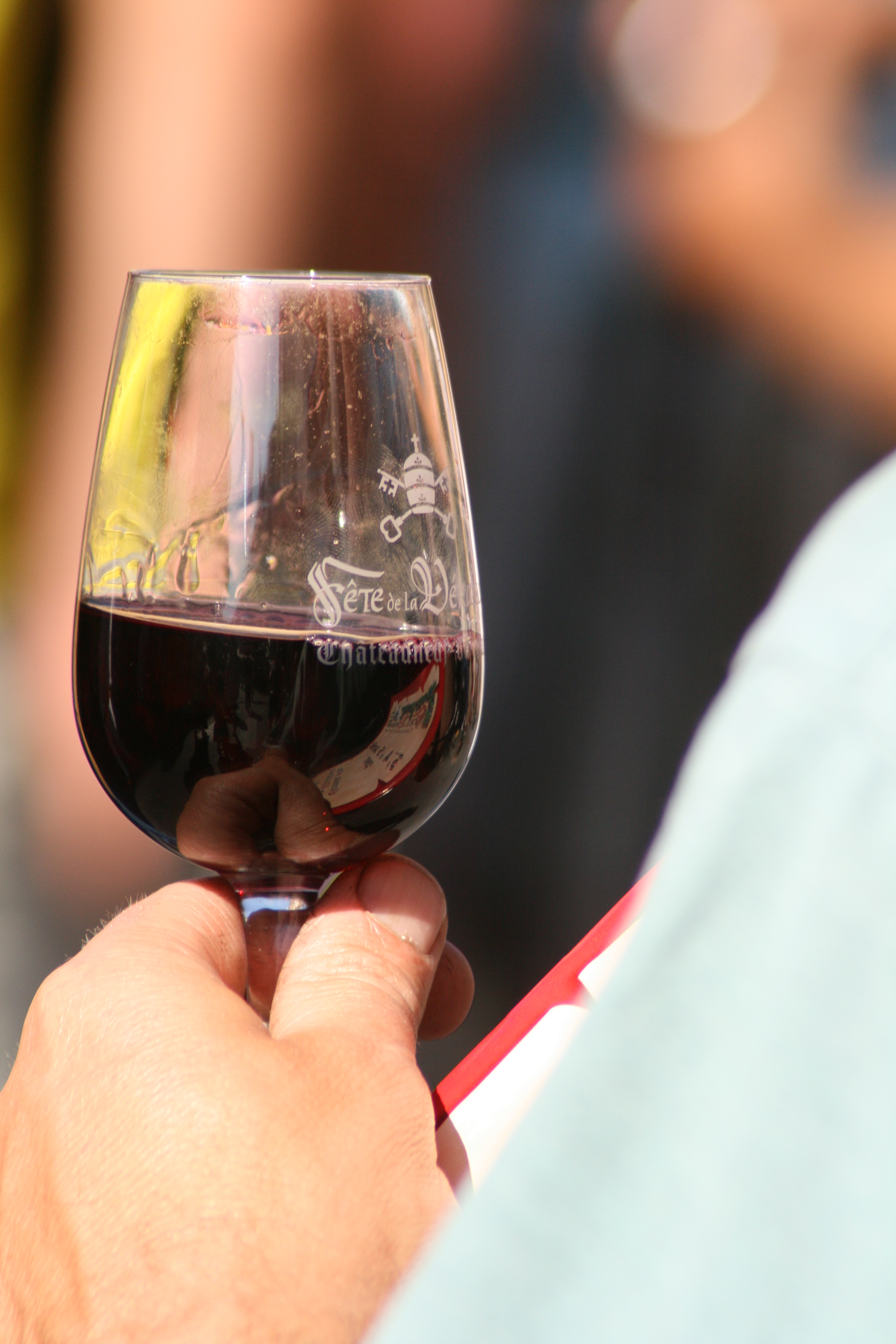
Dégustation lors de la fête des véraisons.
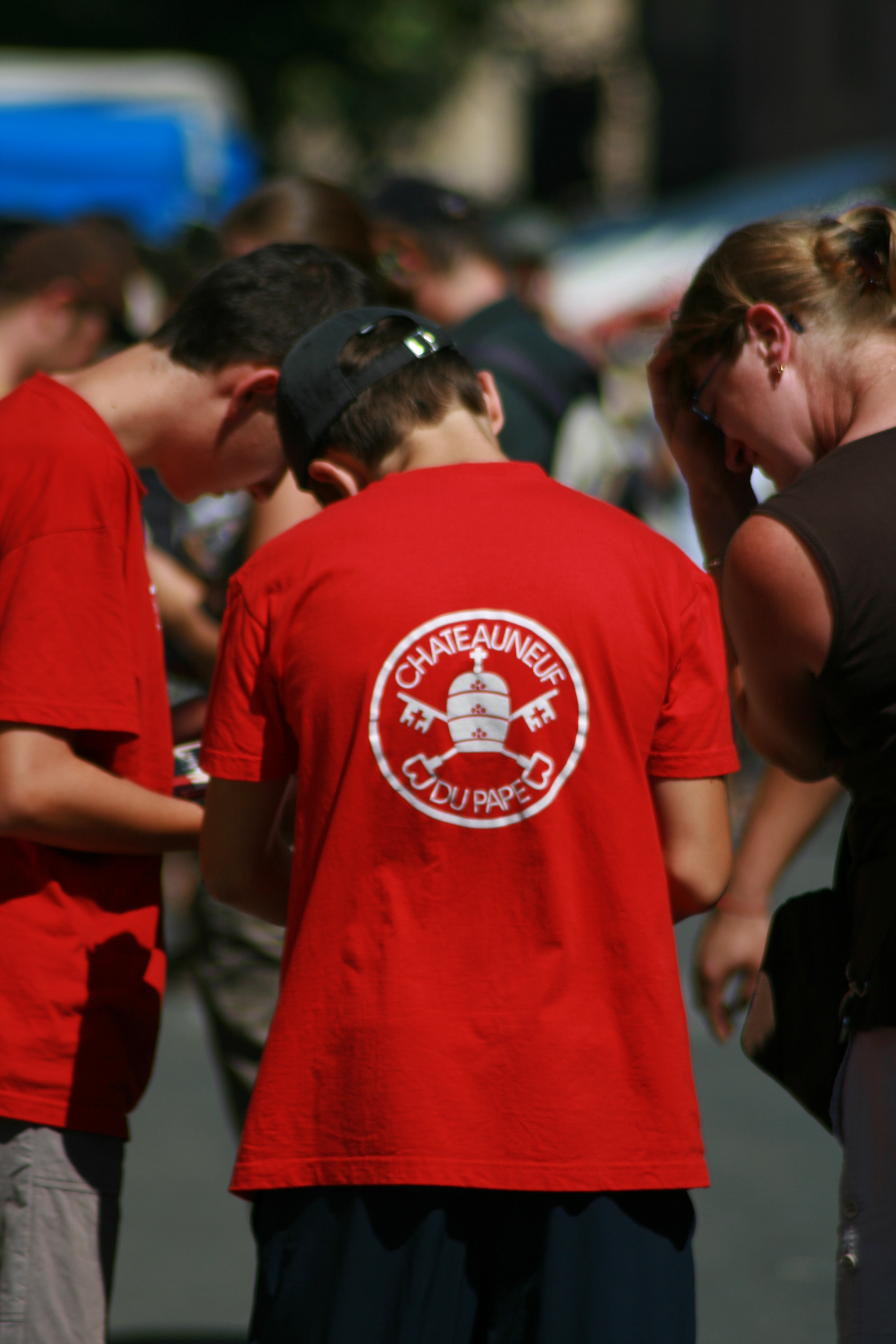
Une organisation des festivités très professionnelle.
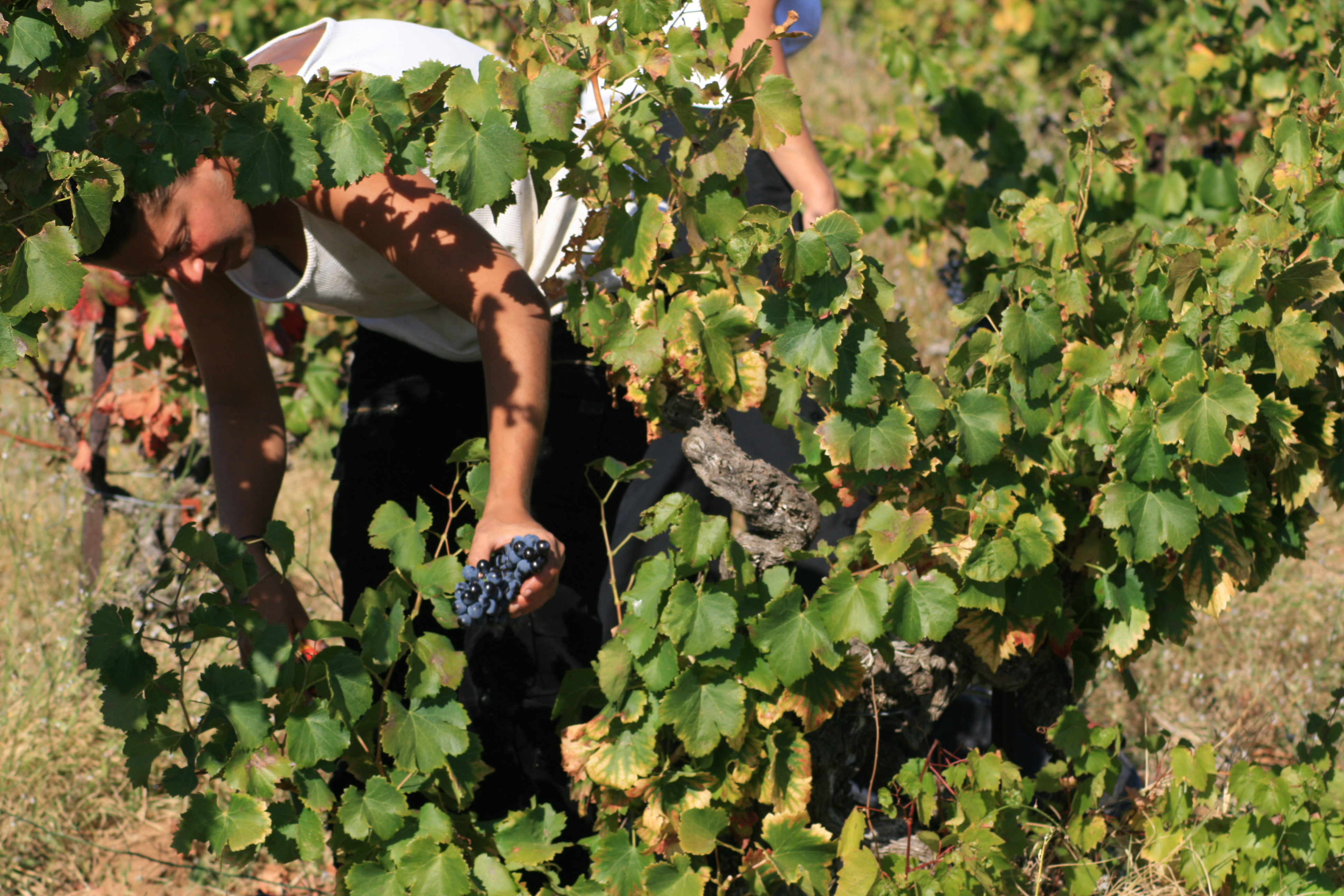
Les vendanges.
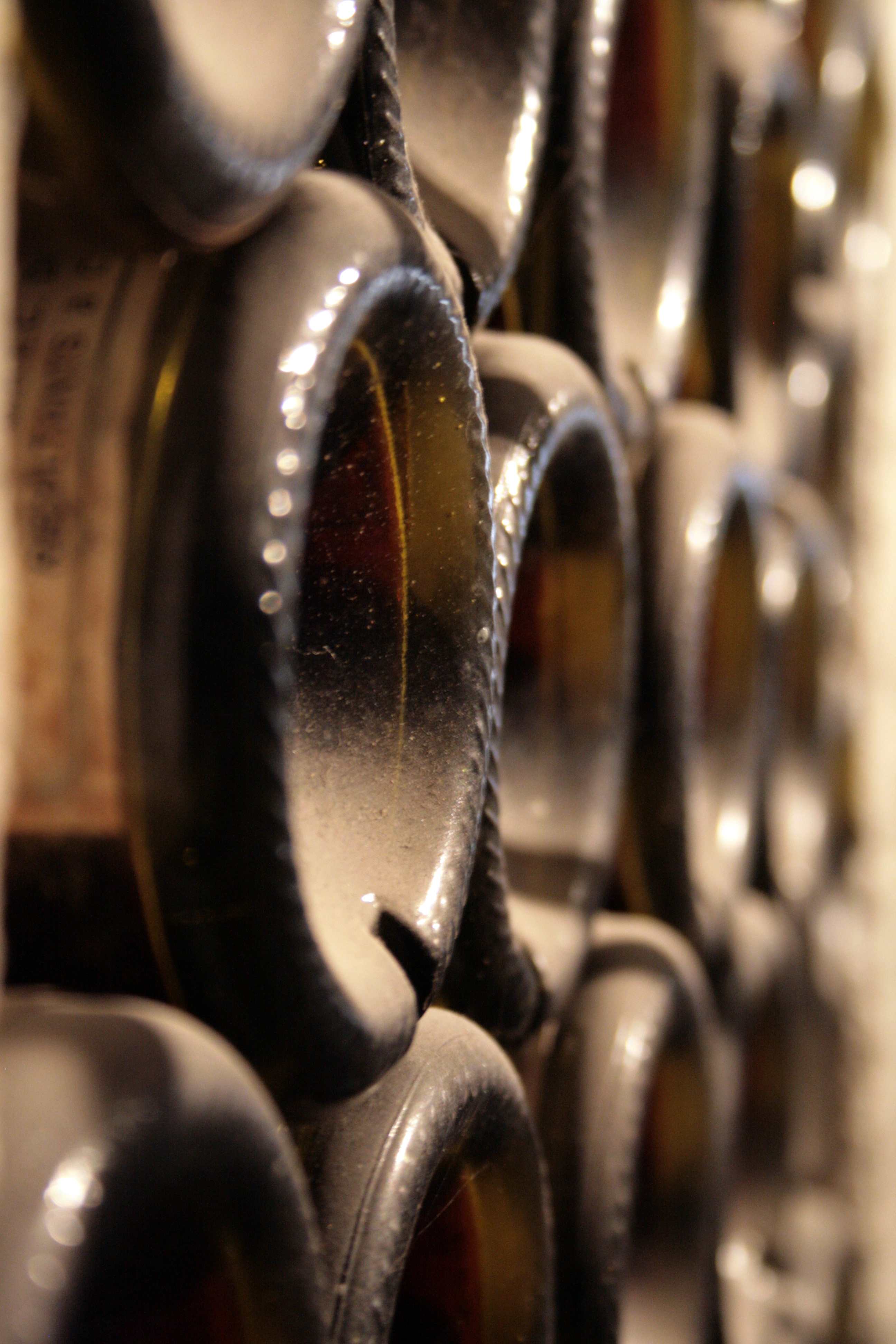
Dans les caves de la ville se trouvent les bouteilles des plus réputées au monde.
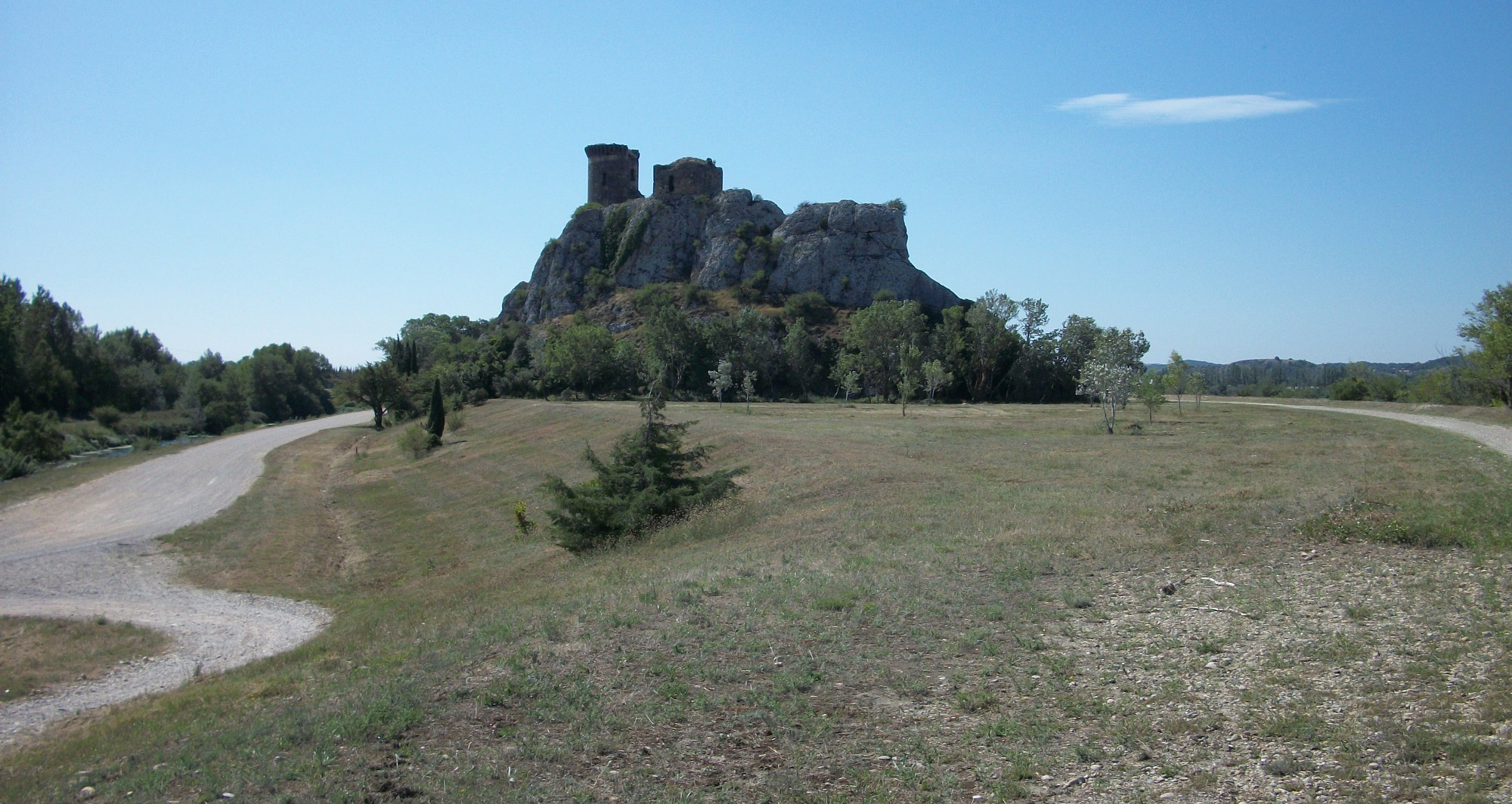
La Tour de l'Hers, au bord du Rhône, vue du nord.

### Héraldique
| Blason de Châteauneuf-du-Pape | Les armes peuvent se blasonner ainsi : D'azur au château de trois tours d'argent, celle du milieu plus haute que les autres, ouvert et ajouré du champ, maçonné de sable. |